# Intamin AG

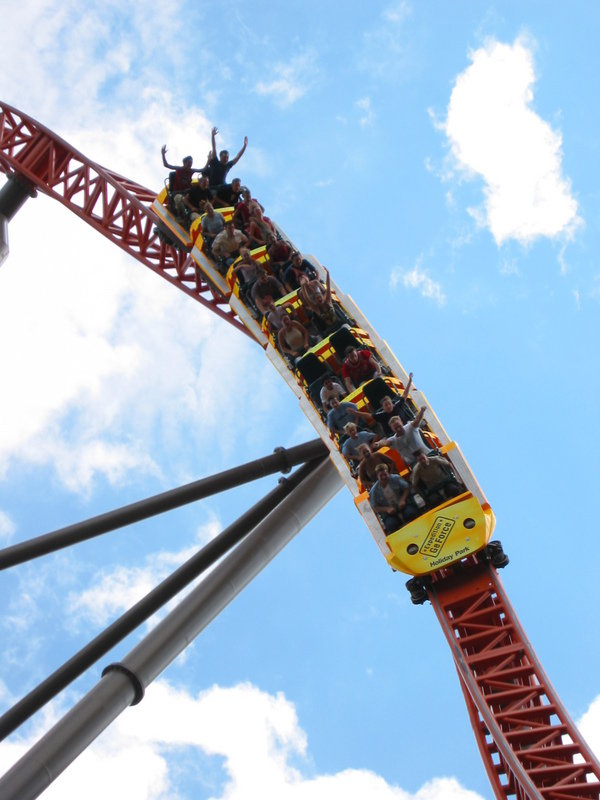
Expedition GeForce

Intamin AG je švýcarská firma sídlící ve městě Wollerau, která se zabývá zejména stavbou horských drah a dynamických atrakcí vůbec. Divize Spojených států je umístěna ve městě Glen Burnie, MD, tato divize má název IntaRide LLC., Název firmy „Intamin“ je akronymem ze slov INTernational AMusement INstallations (mezinárodní zábavní instalace). Firma dodává ze svých dílen ve Švýcarsku a USA průměrně 5-7 horských drah ročně.

## Pozoruhodné horské dráhy firmy Intamin AG
| Rok  | Dokončeno                                                                                             | Horská dráha                          | Park                                    | Poznámky |
| ---- | --- | ------------------------------------- | --------------------------------------- | --- |
| 1997 | První horská dráha přesahující 300 stop.                                                              | Tower of Terror                       | Dreamworld                              | - Není uzavřeným okruhem, vlak nedosahuje vrcholu horské dráhy                                                                           |
| 1997 | První horská dráha, jejíž konstrukce převyšuje 400 stop.                                              | Superman The Escape                   | Six Flags Magic Mountain                | - Není uzavřeným okruhem, vlak nedosahuje vrcholu horské dráhy                                                                           |
| 1997 | První horská dráha přesahující 100 mil za hodinu                                                      | Tower of Terror & Superman The Escape | Dreamworld and Six Flags Magic Mountain | - Není uzavřeným okruhem, vlak nedosahuje vrcholu horské dráhy                                                                           |
| 1998 | První LIM launched inverted roller coaster                                                            | Volcano: The Blast Coaster            | Kings Dominion                          | - V době otevření též nejrychlejší inverted coaster dosahující rychlosti 70 mil za hodinu                                                |
| 1999 | První Intamin AG horská dráha kategorie "mega" coaster (over 200 ft)                                  | Ride Of Steel                         | Darien Lake Theme Park Resort           | - Původně Superman - Ride of Steel (Six Flags)                                                                                           |
| 2000 | První Intamin AG horská dráha kategorie "giga" coaster (přes 300 stop)                                | Millennium Force                      | Cedar Point                             | - První horská dráha převyšující 300 stop. (310 stop)                                                                                    |
| 2000 | První horská dráha s pádem 300 stop.                                                                  | Millennium Force                      | Cedar Point                             | - Pád je přesně 300 stop. |
| 2000 | První LIM Twisted impulse roller coaster                                                              | Steel Venom                           | Geauga Lake                             | - Původně Superman Ultimate Escape (Six Flags) - Dráha již nestojí v parku Geauga Lake                                                   |
| 2001 | První horská dráha obsahující LIM launch hill                                                         | California Screamin'                  | Disney's California Adventure           | - Has a magnetic launch followed by a magnetic non-cable/chain lift hill (this along with "scream tunnels" was done to reduce noise)     |
| 2002 | První horská dráha s 10 inverzemi                                                                     | Colossus                              | Thorpe Park                             | - Intamin AG is the only company to produce a model that does more than 8 inversions at this time (8/2007)                               |
| 2002 | První hydraulicky katapultovaná horská dráha                                                          | Xcelerator                            | Knott's Berry Farm                      | |
| 2003 | První Intamin AG horská dráha kategorie "strata" coaster (přes 400 stop)                              | Top Thrill Dragster                   | Cedar Point                             | - V době otevření nejvyšší a nejrychlejší horská dráha na světě                                                                          |
| 2003 | První roller coaster s pádem 400 stop.                                                                | Top Thrill Dragster                   | Cedar Point                             | - Pád je přesně 400 stop (100 metrů) |
| 2003 | První Intamin water coaster v kategorii "AquaTrax"                                                    | Atlantis Adventure                    | Lotte World                             | - This is the only known AquaTrax that is operating and no other Aquatrax is currently planned for the future. - Obsahuje LSM propulsion |
| 2004 | První accelerator coaster s inverzemi. Also first to utilize dual-loading station                     | Storm Runner                          | Hersheypark                             | - Dosahuje výšky 150 stop a katapultuje návštěvníky z 0 to 72 mil za 2 sekundy. - Obsahuje top hat a tři inverze                         |
| 2005 | Současný držitel rekordu pro nejvyšší a nejrychlejší horskou dráhu na světě                           | Kingda Ka                             | Six Flags Great Adventure               | - 456 stop vysoká; vystřelovací rychlost 128 mil za hodinu                                                                               |
| 2007 | První Terra Coaster, s Dual LSM launch (launch hill a flat launch) s 95° pádem a obklopujícím terénem | Maverick                              | Cedar Point                             | |
| 2008 | Se svými 97° nejhlubší pád v USA                                                                      | Fahrenheit                            | Hersheypark                             | - Ascends chain lift hill at a 90 degree angle - It features a 121 foot top hat and five inversions                                      |

## Existující horské dráhy firmy Intamin
Nekompletní seznam horských drah firmy Intamin:
| Název                               | Model                              | Park/Země                           | Rok otevření       |
| ----------------------------------- | ---------------------------------- | ----------------------------------- | ------------------ |
| Atlantis Adventure                  | Aqua Trax                          | Lotte World, Jižní Korea            | 2003               |
| Avalancha                           | Looping Coaster (Monte Makaya)     | Xetulul, Guatemala                  | 2002               |
| California Screamin'                | Looping Coaster (Custom)           | Disney's California Adventure, USA  | 2001               |
| Cobra                               | Stand-Up Coaster                   | La Ronde, Kanada                    | 1995               |
| Colossos                            | Wooden Coaster (Pre-Fab)           | Heide Park, Německo                 | 2001               |
| Colossus                            | Looping Coaster (Colossus)         | Thorpe Park, Velká Británie         | 2002               |
| El Toro                             | Pre-Fab Wood Coaster - Plug-N-Play | Six Flags Great Adventure, USA      | 2006               |
| Expedition GeForce                  | Mega Coaster                       | Holiday Park, Německo               | 2001               |
| Fahrenheit                          |                                    | Hershey Park, USA                   | 2008 (ve výstavbě) |
| Flight of the Phoenix               | looping coaster (Monte Makaya)     | Čína                                | 2006               |
| Furious Baco                        | Accelerator Coaster                | PortAventura, Španělsko             | 2007               |
| Goliath                             | Mega Coaster                       | Walibi World, Nizozemsko            | 2002               |
| Half Pipe                           | Half Pipe Coaster (20m)            | Don Quijote, Japonsko               | (SBNO)             |
| Half Pipe                           | Half Pipe Coaster (30m)            | Särkänniemi, Finland                | 2003               |
| Half Pipe                           | Half Pipe Coaster (30m)            | Six Flags Elitch Gardens, USA       | 2004               |
| Half Pipe                           | Half Pipe Coaster (30m)            | Wet 'n' Wild Water World, Austrálie | 2007               |
| Indiana Jones et le Temple du Péril | Looping Coaster (Custom)           | Disneyland Resort Paris, Francie    | 1993               |
| iSpeed                              | Launched Full-Circuit Coaster      | Mirabilandia, Itálie                | 2009               |
| Kanonen                             | Accelerator Coaster                | Liseberg, Švédsko                   | 2005               |
| Kingda Ka                           | Accelerator Coaster                | Six Flags Great Adventure, USA      | 2005               |
| Kirnu                               | Ball Coaster                       | Linnanmäki, Finsko                  | 2007               |
| Millennium Force                    | Giga Coaster                       | Cedar Point, USA                    | 2000               |
| Maverick                            | Launched Full-Circuit Coaster      | Cedar Point, USA                    | 2007               |
| Raging Spirits                      | Looping Coaster (Custom)           | Tokyo DisneySea, Japonsko           | 2005               |
| Rita - Queen of Speed               | Accelerator Coaster                | Alton Towers, Velká Británie        | 2005               |
| Shockwave                           | Stand-Up Coaster                   | Drayton Manor, Velká Británie       | 1994               |
| Skycar                              | Accelerator Coaster                | Mysterious Island, Čína             | 2005               |
| Speed Monster                       | Accelerator Coaster                | Tusenfryd, Norsko                   | 2006               |
| Stealth                             | Accelerator Coaster                | Thorpe Park, Velká Británie         | 2006               |
| Storm Runner                        | Accelerator Coaster                | Hersheypark, USA                    | 2004               |
| Superman Escape                     | Accelerator Coaster                | Warner Bros. Movie World, Austrálie | 2005               |
| Superman - Ride of Steel            | Mega Coaster                       | USA                                 | 1999               |
| Supersonic Odyssey                  | Looping Coaster (Custom)           | Cosmo's World, Malajsie             | 2003               |
| Tenth Ring Roller Coaster           | Looping Coaster (Colossus)         | Čína                                | 2006               |
| The Claw                            | Gyro Swing                         | Dreamworld, Austrálie               | 2004               |
| Top Thrill Dragster                 | Accelerator Coaster                | Cedar Point, USA                    | 2003               |
| Tower of Terror                     | Accelerator Coaster                | Dreamworld, Austrálie               | 1997               |
| Tornado                             | Inverted Coaster                   | Särkänniemi, Finsko                 | 2001               |
| Xcelerator                          | Accelerator Coaster                | Knott's Berry Farm, USA             | 2002               |
| Zaturn                              | Accelerator Coaster                | Japonsko                            | 2006               |